# Саша Ґабор
Саша Ґабор, уроджений Ґабор Саркозі (угор. Sasha Gabor; нар. 6 червня 1945 — пом. 27 червня 2008) — угорсько-норвезький порноактор та режисер.

## Життєпис
Саша Ґабор народився 6 червня 1945 року в Угорщині у єврейській родині.
У 1957 році, ще підлітком, з тодішньої комуністичної Угорщини він втік у Норвегію, де мешкав у місті Ліллестрем. Згодом переїхав у США.
Порнокар'єру Саша Ґабор розпочав порівняно пізно, у віці 38 років, коли зняв порнострічку «Кожна жінка має фантазію».
У 2001 році він повернувся в Норвегію та завершив порнокар'єру. У його доробку понад 500 фільмів
Помер від серцевого нападу під час відпочинку у Таїланді.

## Особисте життя
Саша Ґабор був одружений тричі, має п'ятеро дітей.